# Udine
Udine er en by i det nordøstlige Italien. Byen er provinshovedstad i Udineprovinsen i Friuli-Venezia Giulia. Udine kommune har 97.808(2023) indbyggere og der bor omkring 175.000 med opland.
Udinese er byens fodboldhold og har hjemme på Stadio Friuli.